# Zambezi Airlines
Zambezi Airlines (code AITA : ZJ ; code OACI : ZMA) est une compagnie aérienne privée zambienne. Ses bureaux se situent à Lusaka en Zambie et sa plate-forme principale à l'aéroport international de Lusaka.

## Histoire
La compagnie opère depuis juillet 2008. Elle a utilisé en premier lieu un Embraer EMB-120 pour ses liaisons. En mai 2009, elle a acquis 2 Boeing 737 Classic et en juin de la même année ont commencé les liaisons avec Johannesbourg en Afrique du Sud et Dar es Salam en Tanzanie.

## Destinations
Zambezi Airlines dessert les destinations suivantes :
- Lusaka (aéroport international de Lusaka, plate-forme de correspondance),  Zambie ;
- Ndola (aéroport de Ndola),  Zambie ;
- Dar es Salaam (aéroport international Julius-Nyerere),  Tanzanie ;
- Johannesbourg (aéroport international OR Tambo),  Afrique du Sud ;
- Lubumbashi (aéroport international de Lubumbashi),  République démocratique du Congo ;
- Nairobi (aéroport international Jomo-Kenyatta),  Kenya ;
- Lilongwe (aéroport international de Lilongwe),  Malawi ;
- Harare (aéroport international d'Harare),  Zimbabwe.

## Flotte
La compagnie exploite trois Boeing 737 Classic. Les avions sont loués à GECAS et sont entretenus par Safair à Johannesbourg.